# Uinta megye
Uinta megye az Amerikai Egyesült Államokban, azon belül Wyoming államban található. Megyeszékhelye és legnagyobb városa Evanston. Lakosainak száma 20 450 fő (2020. április 1.). Uinta megye Lincoln, Rich, Summit és Sweetwater megyékkel határos.

## Népesség
A megye népességének változása:
| Lakosok száma | 21 100 | 20 933 | 21 047 | 21 066 | 20 822 | 20 450 |
|               | 2010   | 2011   | 2012   | 2013   | 2015   | 2020   |